# Ostra (Romania)
Ostra è un comune della Romania di 3 259 abitanti, ubicato nel distretto di Suceava, nella regione storica della Bucovina. 
Il comune è formato dall'unione di 2 villaggi: Ostra e Tărnicioara.